# Drużynowe Mistrzostwa Świata na Żużlu 1978
Drużynowe Mistrzostwa Świata na Żużlu 1978 – dziewiętnasta edycja w historii.

## Eliminacje

### Eliminacje kontynentalne

#### Pierwszy ćwierćfinał
- nieznany termin,  Wiener Neustadt
- Awans do półfinału kontynentalnego: 2 – RFN i Włochy

| Miejsce | Kraje   | Suma | Zawodnicy                                                                               | Pkt.      | Pkt bieg. |
| ------- | ------- | ---- | --------------------------------------------------------------------------------------- | --------- | --------- |
| 1       | RFN     | 38   | Alois Wiesböck Georg Hack Hans Wassermann Egon Müller brak zawodnika                    | 12 9 8 -  | b.d       |
| 2       | Włochy  | 29   | Giuseppe Marzotto Francesco Biginato Mauro Ferraccioli Sandro Pastorelli brak zawodnika | 10 7 5 -  | b.d       |
| 3       | Węgry   | 15   | László Mészáros István Sziraczky János Oresko János Jakab brak zawodnika                | 6 6 2 1 - | b.d       |
| 4       | Austria | 14   | Josef Haider Adi Funk Herbert Szerecs Günther Walla Hubert Fischbacher                  | 6 3 2 1   | b.d       |

#### Drugi ćwierćfinał
- nieznany termin,  Prelog
- Awans do półfinału kontynentalnego: 2 – Związek Radziecki i Holandia

| Miejsce | Kraje             | Suma | Zawodnicy                                                                                | Pkt.      | Pkt bieg. |
| ------- | ----------------- | ---- | ---------------------------------------------------------------------------------------- | --------- | --------- |
| 1       | Związek Radziecki | 32   | Michaił Starostin Władimir Paznikow Grigorij Chłynowski Nikołaj Korniejew brak zawodnika | 12 9 7 6  | b.d.      |
| 2       | Holandia          | 31   | Rudi Muts Henny Kroeze Frits Koppe Henk Steman Frits Koning                              | 9 8 6 2   | b.d       |
| 3       | Bułgaria          | 27   | Nikolai Cvetkov Orlin Janakiev Angel Eftimov Atanas Toianov Nikolai Parvanov             | 9 8 7 3 0 | b.d       |
| 4       | Jugosławia        | 6    | Darko Tominac Djuro Fleten Vlado Kocuvan Rade Kjurdjvic Ivan Posedi                      | 3 2 1 0 0 | b.d       |

#### Półfinał
- 16 lipca 1978 r. (niedziela),  Abensberg
- Awans do finału kontynentalnego: 2 – Związek Radziecki i RFN

| Miejsce | Kraje             | Suma | Zawodnicy                                                                               | Pkt.       | Pkt bieg. |
| ------- | ----------------- | ---- | --------------------------------------------------------------------------------------- | ---------- | --------- |
| 1       | Związek Radziecki | 34   | Walery Gordiejew Grigorij Chłynowski Michaił Starostin Nikołaj Korniejew brak zawodnika | 11 10 3 -  | b.d.      |
| 2       | RFN               | 27   | Egon Müller Georg Hack Waldemar Bacik Alois Wiesböck brak zawodnika                     | 11 9 5 2 - | b.d.      |
| 3       | Holandia          | 20   | Henny Kroeze Frits Koppe Henk Steman Rudi Muts Frits Koning                             | 9 4 3 0    | b.d       |
| 4       | Włochy            | 15   | Giuseppe Marzotto Francesco Biginato Mauro Ferraccioli Sandro Pastorelli brak zawodnika | 5 4 3 -    | b.d.      |

#### Finał
- 29 lipca 1978 r. (sobota),  Leningrad
- Awans do Finału Światowego: 2 – Polska i Czechosłowacja

| Miejsce | Kraje             | Suma | Zawodnicy                                                                                 | Pkt.      | Pkt bieg. |
| ------- | ----------------- | ---- | ----------------------------------------------------------------------------------------- | --------- | --------- |
| 1       | Polska            | 31   | Marek Cieślak Edward Jancarz Bolesław Proch Jerzy Rembas Andrzej Huszcza                  | 11 11 4 1 | b.d       |
| 2       | Czechosłowacja    | 27   | Aleš Dryml Jan Verner Václav Verner Jiří Štancl brak zawodnika                            | 8 8 7 4 - | b.d       |
| 3       | Związek Radziecki | 22   | Michaił Starostin Walery Gordiejew Nikołaj Korniejew Grigorij Chłynowski Władimir Smirnow | 7 6 5 2 2 | b.d       |
| 4       | RFN               | 16   | Waldemar Bacik Georg Hack Alois Wiesböck Georg Gilgenreiner brak zawodnika                | 7 5 3 1 - | b.d       |

### Eliminacje interkontynentalne

#### Runda skandynawska
- 4 czerwca 1978 r. (niedziela),  Tampere
- Awans do finału interkontynentalnego: 2 – Dania i Szwecja

| Miejsce | Kraje     | Suma | Zawodnicy                                                                                | Pkt.       | Pkt bieg. |
| ------- | --------- | ---- | ---------------------------------------------------------------------------------------- | ---------- | --------- |
| 1       | Dania     | 34   | Finn Thomsen Mike Lohmann Hans Nielsen Ole Olsen brak zawodnika                          | 11 9 8 6 - | b.d       |
| 2       | Szwecja   | 33   | Bernt Persson Jan Andersson Tommy Nilsson Sören Karlsson Bo Wirebrand                    | 11 9 2 2   | b.d       |
| 3       | Finlandia | 21   | Kai Niemi Seppo Palomaki Ila Teromaa Rauli Makinen Ari Koponen                           | 7 5 4 0    | b.d       |
| 4       | Norwegia  | 6    | Rolf Gramstad Sigvart Pedersen Trond Helge Skretting Audun Ove Olsen Stein Roar Pedersen | 4 1 0 0    | b.d       |

#### Runda brytyjska
- 21 maja 1978 r. (niedziela),  Reading
- Awans do finału interkontynentalnego: 2 – Anglia i Australia

| Miejsce | Kraje             | Suma | Zawodnicy                                                                | Pkt.       | Pkt bieg. |
| ------- | ----------------- | ---- | ------------------------------------------------------------------------ | ---------- | --------- |
| 1       | Anglia            | 43   | Peter Collins Gordon Kennett Malcolm Simmons Dave Jessup rez. John Davis | 12 11 9 ns | b.d       |
| 2       | Australia         | 21   | John Boulger Phil Crump Billy Sanders Phil Herne rez. John Titman        | 7 4 2 0 8  | b.d       |
| 3       | Stany Zjednoczone | 20   | Scott Autrey Mike Curoso Steve Gresham Bruce Penhall rez. Jim Gresham    | 9 4 3 ns   | b.d       |
| 4       | Nowa Zelandia     | 12   | Bruce Cribb Mitch Shirra Roger Abel Larry Ross rez. Cliff Anderson       | 4 4 2 0    | b.d       |

#### Finał
- 18 czerwca 1978 r. (niedziela),  Manchester

| Miejsce | Kraje     | Suma | Zawodnicy                                                                        | Pkt.        | Pkt bieg. |
| ------- | --------- | ---- | -------------------------------------------------------------------------------- | ----------- | --------- |
| 1       | Anglia    | 33   | Malcolm Simmons Michael Lee Peter Collins Dave Jessup rez. John Davis            | 11 10 6 0 6 | b.d.      |
| 2       | Dania     | 25   | Ole Olsen Mike Lohmann Hans Nielsen Finn Thomsen rez. Alf Busk                   | 12 5 3 0    | b.d.      |
| 3       | Szwecja   | 23   | Anders Michanek Bernt Persson Jan Andersson Christer Sjösten rez. Sören Karlsson | 10 6 5 2 ns | b.d.      |
| 4       | Australia | 14   | John Titman Phil Herne Mick McKeon Phil Crump rez. John Boulger                  | 5 4 1 ns    | b.d.      |

## Finał Światowy
- 16 września 1978 r. (sobota),  Landshut (Speedwaystadion Ellermühle)

| Miejsce | Kraje          | Suma | Zawodnicy                                                                  | Pkt.         | Pkt bieg. |
| ------- | -------------- | ---- | -------------------------------------------------------------------------- | ------------ | --------- |
| 1       | Dania          | 37   | Hans Nielsen Ole Olsen Mike Lohmann Finn Thomsen rez. Kristian Præstbro    | 11 10 9 7 ns | b.d.      |
| 2       | Anglia         | 27   | Malcolm Simmons Peter Collins Dave Jessup Gordon Kennett rez. Michael Lee  | 8 6 5 3 5    | b.d.      |
| 3       | Polska         | 16+3 | Edward Jancarz Marek Cieślak Jerzy Rembas Zenon Plech rez. Andrzej Huszcza | 6+3 5 3 1 1  | b.d.      |
| 4       | Czechosłowacja | 16+2 | Jiří Štancl Jan Verner Aleš Dryml Václav Verner Petr Ondrašík              | 7+2 5 2 ns   | b.d.      |

## Tabela końcowa
| Miejsce | Kraj              |
| 1       | Dania             |
| 2       | Anglia            |
| 3       | Polska            |
| 4       | Czechosłowacja    |
| 5       | Szwecja           |
|         | Związek Radziecki |
| 7       | Australia         |
|         | RFN               |
| 9       | Holandia          |
|         | Finlandia         |
|         | Stany Zjednoczone |
| 12      | Nowa Zelandia     |
|         | Włochy            |
|         | Norwegia          |
| 15      | Bułgaria          |
|         | Węgry             |
| 17      | Austria           |
|         | Jugosławia        |